# Machtslust
Machtslust is een emotie die optreedt als iemand ervan houdt, of zelfs opgewonden wordt van het hebben en uitoefenen van macht op een ander. Er wordt dan genoten van de macht die bezeten wordt en middelen als druk uitoefenen, chantage en dreigementen worden niet geschuwd.
Meestal beleeft een aanrander of verkrachter ook een bepaalde vorm van lust over zijn veroverde macht. Uiteraard is de agressor de enige met lustgevoelens, en is het voor het slachtoffer meestal een traumatische ervaring.